# 屈臣氏大药房大楼
屈臣氏大药房大楼是屈臣氏藥房在中国天津开设分处所在的大楼。该分行开设于1886年，选址在天津英租界，目前为一般保护等级历史风貌建筑。

## 建筑
屈臣氏大药房大楼为混合结构四层罗芳。外立面为水泥饰面，二、三层之间装饰有爱奥尼克方壁柱，壁柱上配有檐口装饰。窗间墙上装饰有水泥制图案，為西洋古典主义风格的建筑。